# Елистратов, Александр Витальевич
Александр Витальевич Елистратов (род. 27 августа 1962 года) — ребёнок-актёр советского кино.

## Биография
Родился 27 августа 1962 года в Лондоне, в семье Виталия Николаевича Елистратова, журналиста-международника, в 60-х годах — корреспондента АПН в Великобритании, известного диссидента и правозащитника.
Исполнитель главных ролей в известных советских фильмах, в том числе — главной роли (Сергей Каховский) в телесериале «Мальчик со шпагой», который считается утраченным.

Саша Елистратов в роли Серёжи Каховского, фото из утраченного телесериала

В настоящее время проживает в Москве; профессиональный журналист, специалист по Ближнему Востоку, проблемам религиозного экстремизма.

## Фильмография
- 1970 — Свистать всех наверх! — молчун
- 1972 — Всмотритесь в это лицо — школьник Ромка
- 1973 — Чиполлино — Чиполлино
- 1974 — Дорогой мальчик — Жора Тимохин
- 1975 — Мальчик со шпагой, 9-серийный телеспектакль — Серёжа Каховский